# Königin Luise (1927)
Königin Luise ist ein zweiteiliger deutscher Historien-Stummfilm aus dem Jahre 1927 von Karl Grune mit Mady Christians in der Titelrolle.

## Handlung

### Erster Teil: Die Jugend der Königin Luise
Die junge Kronprinzessin Luise von Mecklenburg-Strelitz wächst im ausgehenden 18. Jahrhundert behütet in der norddeutschen Provinz auf und entwickelt sich zu einem kleinen Rebellen. Mit den Benimmregeln am Hof will sie sich nicht so recht abfinden, ihre Handlungsweisen sind oftmals spontan und gefühlsbetont. So wehrt sie sich dagegen, die Geliebte und künftige Frau ihres Vaters zu akzeptieren. Während eines Balls brüskiert sie ihre Stiefmutter in spe und besitzt schließlich sogar die Impertinenz, die Kapelle aufzufordern, einen als zu dieser Zeit für zutiefst unschicklich empfundenen Tanz, einen Walzer, zu spielen.
Der Hofstaat ist pikiert, die Geliebte des Vaters brüskiert und ihr Vater über die ständigen Beschwerden, die bezüglich Luises Verhalten bei ihm eingehen, nur noch genervt. Ein Ehemann muss her! In Frage kommt Friedrich Wilhelm, Kronprinz von Preußen. Doch auch der scheint recht bald vom Temperament und dem Eigensinn seiner Zukünftigen überfordert. Luise hingegen fühlt sich von allen unverstanden. Ihre Ehe mit dem zukünftigen Preußenkönig gestaltet sich als schwierig. Als sich ein Kind ankündigt, keimt Hoffnung auf, doch das Baby stirbt bei der Geburt. Luise weiß nicht mehr ein noch aus, sie fürchtet, ihren royalen Gatten zu verlieren.

### Zweiter Teil
Die Eheprobleme zwischen Luise und Friedrich Wilhelm, nunmehr König von Preußen, haben sich geglättet, da ziehen andere, politische Wolken am Horizont auf: Ein kleiner, verrückter Franzose macht sich auf, Europa zu erobern. Eine Schlacht nach der anderen gewinnt dieser Napoleon, er annektiert Gebiete und gestaltet Staaten um, ganz wie es ihm gefällt. Österreich ist geschlagen, Preußen militärisch viel zu schwach und Russland als nächstes Kriegsziel anvisiert. Daraufhin kommt es zur Allianz Preußens mit Russland, doch Preußen kann den Korsen nicht wirklich an seinem Vormarsch gen Osten hindern. Jetzt beginnt die große Stunde von Königin Luise. Als Napoleon ein Friedensangebot unterbreitet, will Luises Mann Friedrich Wilhelm III. dies anzunehmen. Luise will jedoch eine Niederlage, als die sie Napoleons Angebot sieht, um jeden Preis verhindern.
Die Russen scheinen jedoch heimlich zu einem Agreement mit den Franzosen gekommen zu sein, und so bleibt Preußen nichts anderes mehr übrig, als ebenfalls auf die „französische Karte“ zu setzen. Man verhandelt mit Napoleon und ist gezwungen, sein „Angebot“, das mehr einer Drohung und Kapitulation Preußens gleichkommt, anzunehmen. In Tilsit kommt es erstmals zur Begegnung zwischen Königin Luise und Kaiser Napoleon. Dieser ist voll Respekt für ihren Mut und bezaubert von ihrer Anmut. Die Anstrengungen der vergangenen Jahre, die Flucht vor den Franzosen, die Mühsal des Krieges und die anstrengenden Friedens- und Beistandsverhandlungen mit dem Korsenkaiser haben Luises Gesundheit stark angegriffen. Nach außen hin gibt sie sich weiterhin stark und lebhaft, doch ihr Körper verfällt von Tag zu Tag. Schließlich stirbt sie mit nur 34 Jahren.

## Produktionsnotizen
Mitte der 1920er Jahre setzte im deutschen Film eine kurze aber intensive Preußenfilmwelle ein. Beginnend mit dem in der zweiten Jahreshälfte 1925 entstandenen Film Die Mühle von Sanssouci entstanden bis zum Ende der Stummfilmzeit eine Reihe von weiteren Filmen zum Ruhme von Preußens Glanz und Gloria, darunter Die elf Schill‘schen Offiziere; Potsdam, das Schicksal einer Residenz; Prinz Louis Ferdinand, der Zweiteiler Königin Luise, Der alte Fritz und schließlich Waterloo.
Gedreht wurde Königin Luise in weiten Teilen des Jahres 1927. Der erste Teil von Königin Luise lief am 22. Dezember 1927 im Beba-Palast Atrium in Berlin an, der zweite Teil des Films hatte seine Premiere ebenda am 16. Januar 1928. Der erste Teil hatte eine Länge von 3031 Metern, verteilt auf sieben Akte, der zweite Teil eine Länge von 3180 Meter, verteilt auf acht Akte. Damit kam der Zweiteiler auf eine Gesamtspieldauer von rund dreieinhalb Stunden. Der Film wurde für die Jugend freigegeben, der zweite Teil erhielt das Prädikat „Lehrfilm“.
Der 21-jährige Jungmime Fred Döderlein gab in Königin Luise sein Filmdebüt. Die umfangreichen Filmbauten entwarf Hans Jacoby, die optischen Spezialeffekte stammen von Erich Kunstmann. Der spätere Produktionsleiter Otto Lehmann (Jud Süß) arbeitete hier als Aufnahmeleiter.

## Kritiken
Der Film erhielt – abhängig von Zeit und politischem Standpunkt – sehr unterschiedliche Bewertungen.
Oskar Kalbus’ Vom Werden deutscher Filmkunst schrieb, vergleichend mit Christa Tordys Königin-Porträt in Prinz Louis Ferdinand, in der Frühphase des Dritten Reichs: „Karl Grune verdanken wir einen weitaus besseren Film über die Königin Luise (1927/28): Mady Christians ist eine königliche Luise, künstlerisch reif, menschlich voller Liebreiz, in der Not tief ergreifend. Nicht uninteressant wirkte Mierendorff als König Friedrich Wilhelm.“
Aus der Sicht des polnischen Nationalisten Jerzy Toeplitz stellte sich die Beurteilung von Königin Luise erwartungsgemäß vollkommen anders dar. In seiner Geschichte des Films heißt es in kommunistisch-ideologischer Terminologie: „So übernahm zum Beispiel Karl Grune, der 1923 den interessanten expressionistischen Film Die Straße geschaffen hatte, die Regie zu zwei historischen Filmen mit revanchistischen Tendenzen: Königin Luise (1927) und Waterloo (1929), dessen Held Marschall Blücher ist.“
In der CineGraph-Biografie Karl Grunes wurden sowohl sein Königin-Luise-Zweiteiler als auch seine Waterloo-Inszenierung als zwei „luxuriös ausgestattete Historienfilme“ bezeichnet.